# チューリングラブ feat.Sou/ピヨ
『チューリングラブ feat.Sou/ピヨ』は、ナナヲアカリによる2枚目のメジャーシングル。2020年2月5日にソニー・ミュージックアソシエイテッドレコーズより発売された。

## 概要
通常盤である「しんぷる盤」、初回生産限定盤である「たっぷりエンジョイ盤」、期間生産限定盤である「まんぷくアニメ盤」の3形態で発売。
表題曲である「チューリングラブ feat.Sou」は、テレビアニメ『理系が恋に落ちたので証明してみた。』のエンディングテーマ。作詞・作曲・編曲をナユタン星人が担当し、ゲストボーカルとしてSouが参加している。まんぷくアニメ盤には『理系が恋に落ちたので証明してみた。』の登場キャラクターによるデュエットバージョンが収録されている。
「ピヨ」はナナヲアカリ自身が作詞・作曲を務めた楽曲。

## 音楽性・評価（チューリングラブ feat.Sou）
『理系が恋に落ちたので証明してみた。』のタイアップを聞いたとき、男女の掛け合いにしたいと考えナユタン星人の楽曲とSouの声の親和性が高いと思ったため、ゲストボーカルとしてSouが選ばれた。ポエトリーリーディングの部分はナナヲ自身が詩を作成している。
TikTokやYouTubeでは男女ペアで「歌ってみた」や「踊ってみた」に使用される楽曲として話題となり、アニメファン以外の知名度も高くなっている。
2025年4月11日には、YouTubeチャンネル『THE FIRST TAKE』（第537回）にナナヲアカリとSouが出演し、メディアでの初パフォーマンスを披露した。

## 収録曲
| #         | タイトル | 作詞・作曲   | 編曲         | 時間  |
| --------- | --- | ------------ | ------------ | ----- |
| 1.        | 「チューリングラブ feat.Sou」                                                                                              | ナユタン星人 | ナユタン星人 | 3:43  |
| 2.        | 「ピヨ」 | ナナヲアカリ | えんじぇるズ | 3:25  |
| 3.        | 「一生奇跡に縋ってろ (Live)」(@神田明神ホール 2019.7.7 Live from ナナヲアカリ Presents ライブ&パーティー 第七話 -770の日-) | Neru         | Neru         | 3:26  |
| 合計時間: | 合計時間: | 合計時間:    | 合計時間:    | 10:34 |

| #         | タイトル | 作詞・作曲   | 編曲         | 時間  |
| --------- | --- | ------------ | ------------ | ----- |
| 1.        | 「チューリングラブ feat.Sou」 | ナユタン星人 | ナユタン星人 | 3:43  |
| 2.        | 「ピヨ」 | ナナヲアカリ | えんじぇるズ | 3:25  |
| 3.        | 「ワンルームシュガーライフ (Live)」(@神田明神ホール 2019.7.7 Live from ナナヲアカリ Presents ライブ&パーティー 第七話 -770の日-)                                   | ナユタン星人 | ナユタン星人 | 2:51  |
| 4.        | 「チューリングラブ -雪村心夜（CV：内田雄馬）×氷室菖蒲（CV：雨宮天）キャラクターver.- with 奏言葉（CV：原奈津子）×棘田恵那（CV：大森日雅）×犬飼虎輔（CV：福島潤）」 | ナユタン星人 | ナユタン星人 | 3:43  |
| 5.        | 「チューリングラブ feat.Sou」(Instrumental) |              |              | 3:43  |
| 6.        | 「チューリングラブ feat.Sou」(ナナヲアカリ Less ver.) |              |              | 3:43  |
| 7.        | 「チューリングラブ feat.Sou」(Sou Less ver.) |              |              | 3:43  |
| 8.        | 「チューリングラブ feat.Sou」(Gt.Less ver.) |              |              | 3:43  |
| 9.        | 「チューリングラブ feat.Sou」(Ba.Less ver.) |              |              | 3:43  |
| 10.       | 「チューリングラブ feat.Sou」(Dr.Less ver.) |              |              | 3:43  |
| 11.       | 「チューリングラブ feat.Sou」(TV Size ver.) |              |              | 1:31  |
| 合計時間: | 合計時間: | 合計時間:    | 合計時間:    | 37:31 |

| #  | タイトル                                                                             | 作詞 | 作曲・編曲 |
| -- | ------------------------------------------------------------------------------------ | ---- | ---------- |
| 1. | 「TVアニメ「理系が恋に落ちたので証明してみた。」ノンクレジットエンディングムービー」 |      |            |

| #         | タイトル | 作詞・作曲   | 編曲         | 時間  |
| --------- | --- | ------------ | ------------ | ----- |
| 1.        | 「チューリングラブ feat.Sou」                                                                                | ナユタン星人 | ナユタン星人 | 3:43  |
| 2.        | 「ピヨ」 | ナナヲアカリ | えんじぇるズ | 3:25  |
| 3.        | 「ハノ (Live)」(@神田明神ホール 2019.7.7 Live from ナナヲアカリ Presents ライブ&パーティー 第七話 -770の日-) | ナユタン星人 | ナユタン星人 | 3:34  |
| 合計時間: | 合計時間: | 合計時間:    | 合計時間:    | 10:42 |

| #1〜#8 ナナヲアカリ Presents ライブ&パーティー 第七話 -770の日- |                                      |      |            |
| #                                                               | タイトル                             | 作詞 | 作曲・編曲 |
| 1.                                                              | 「ワンルームシュガーライフ」         |      |            |
| 2.                                                              | 「妄想ハッピーエンド」               |      |            |
| 3.                                                              | 「プラネタリー・メッセージ」         |      |            |
| 4.                                                              | 「おばけのウケねらい」               |      |            |
| 5.                                                              | 「kidding」                          |      |            |
| 6.                                                              | 「ハッピーになりたい」               |      |            |
| 7.                                                              | 「インスタントヘヴン feat.Eve」      |      |            |
| 8.                                                              | 「ギヴミー「♡」!!ドル活☆DAYS」       |      |            |
| 9.                                                              | 「ピヨ」(メイキングドキュメンタリー) |      |            |

## 別バージョン
- 『理系が恋に落ちたので証明してみた。』最終話で使用された「チューリングラブ feat.Sou Last Episode ver.」が2020年3月28日に配信[7]。はるまきごはんによるアコースティックアンサンブルが追加されている。
- リミックスバージョンとして「チューリングラブ feat.Sou（Avec Avec Remix）」が2020年6月3日に、「チューリングラブ feat.Sou（TAKU INOUE Remix）」が7月1日に配信[8]。

## カバー
チューリングラブ
- まひと、てると - KnightA-騎士A-のYouTubeチャンネルで公開（2020年8月8日追加[9]）
- 叶、星川サラ - 叶のYouTubeチャンネルで公開（2020年8日19日追加[10]）
- 本間ひまわり、葛葉 - 本間ひまわりのYouTubeチャンネルで公開（2020年9月21日追加[11]）
- 湊あくあ、猫又おかゆ - 湊あくあのYouTubeチャンネルで公開（2020年9月27日追加[12]）
- 星街すいせい、響木アオ - 響木アオのYouTubeチャンネルで公開（2020年12月27日追加[13]）
- 白上フブキ、荒咬オウガ、影山シエン - 白上フブキのYouTubeチャンネルで公開（2021年1月16日追加[14]）
- まふまふ、まぬんちゃん - まふまふのYouTubeチャンネルで公開（2021年1月19日追加[15]）
- 律可、夏色まつり - 律可のYouTubeチャンネルで公開（2021年1月20日追加[16]）
- 獅子神レオナ、水瓶ミア - 獅子神レオナのYouTubeチャンネルで公開（2021年3月2日追加[17]）
- 犬山たまき、しぐれうい - 犬山たまき／佃煮のりおのYouTubeチャンネルで公開（2021年6月12日追加[18]）
- 伊東ライフ、兎鞠まり - 伊東ライフのYouTubeチャンネルで公開（2021年5月12日追加[19]）
- 甲斐田晴、弦月藤士郎 - 弦月藤士郎のYouTubeチャンネルで公開（2021年6月16日追加[20]）
- ムーナ・ホシノヴァ、兎田ぺこら - ムーナ・ホシノヴァのYouTubeチャンネルで公開（2021年8月7日追加[21]）
- 尾丸ポルカ、天神子兎音 - 天神子兎音のYouTubeチャンネルで公開（2021年8月20日追加[22]）
- 笹木咲、椎名唯華 - 椎名唯華のYouTubeチャンネルで公開（2021年8月21日追加[23]）
- 黛灰、相羽ういは - 相羽ういはのYouTubeチャンネルで公開（2021年8月22日追加[24]）
- 戌亥とこ、フレン・E・ルスタリオ - フレン・E・ルスタリオのYouTubeチャンネルで公開（2021年9月24日追加[25]）
- SMC組（葉加瀬冬雪、夜見れな、加賀美ハヤト） - 葉加瀬冬雪のYouTubeチャンネルで公開（2022年1月28日追加[26]）
- ルイス・キャミー、天開司 - ルイス・キャミーのYouTubeチャンネルで公開（2022年12月25日追加[27]）
- ハロー、ハッピーワールド!［弦巻こころ（伊藤美来）］×美竹蘭（佐倉綾音） - ゲーム『バンドリ! ガールズバンドパーティ!』に収録（2023年5月1日追加[28]）。
- リリヤ・クルトベイ（安齋由香里）、ラモーナ・ウォルフ（田中美海） - ゲーム『ワールドダイスター 夢のステラリウム』に収録（2023年8月19日追加[29]）。
- LAN、みこと - シクフォニのYouTubeチャンネルで公開（2023年12月28日追加[30]）